# 河原崎國太郎 (5代目)
河原崎 国太郎（かわらさき くにたろう、1909年10月14日 - 1990年10月11日）は、前進座の女形で俳優。本名：松山 太郎（まつやま たろう）。屋号は山崎屋。

## 来歴・人物
両親とも広島県の出身。祖父・渡辺又三郎は広島藩主浅野家に仕え、維新後、代言人から政治家になり広島市会議長、第8代広島市長、衆議院議員などを務めた。父・松山省三はその三男で松山家に養子入り。リベラリストだった省三は政治家になることを嫌がり、画家になるべく家族を連れて1909年上京。母・英子は当時妊娠7ヵ月で、上京直後に生まれたのが太郎（国太郎）である。このため東京神田の生まれだが、国太郎自身「私の故郷は広島」と話している。
1928年、旧制立教中学校卒業後、二代目市川猿之助に入門。市川笑也と名乗る。1928年4月初舞台。1931年三代目三代目中村翫右衛門、四代目河原崎長十郎などとともに前進座を結成。1932年4月五代目河原崎国太郎を襲名。1934年の『お染の七役』で主演しその才能が開花した。
古風な色気のある芸で、南北や黙阿弥の世話物に本領を発揮、特に『処女翫浮名横櫛』の切られお富は、初演時の三代目澤村田之助や明治大正の四代目澤村源之助による悪婆物の芸を伝える役として、高く評価された。他の当たり役は前期の『お染の七役』での土手のお六、『絵本合法衢』のうんざりお松、『一本刀土俵入』のお蔦など。
晩年は映画やテレビドラマにも多く出演した。1990年10月11日、80歳で死去。河原崎が死去した際、息子の松山英太郎は癌で入院中で、父の葬儀に参列できなかった。松山は翌年の1月、父の後を追うように亡くなった。

## 親族
父は洋画家の松山省三。妻は宝塚歌劇団20期生の鈴鹿ゆみ子、長男は俳優の松山英太郎、次男は同じく俳優の松山政路、次女は日本舞踊家の藤間多寿史（女優の松山梨絵）、孫は歌舞伎役者の6代目河原崎國太郎、7代目嵐芳三郎、女優の由夏、俳優の芦田昌太郎、女優の松山愛佳がいる。

## 映画
- 『街の入墨者』（1935年、山中貞雄 監督）： お雪 役[7]
- 『戦国群盗伝』前後篇（1937年、滝沢英輔 監督）： 土岐左衛門秀国 役
- 『元禄忠臣蔵』前後篇（1941〜1942年、溝口健二 監督）： 磯貝十郎左衛門 役[8]
- 『どっこい生きてる』（1951年、今井正 監督）： 大家の山川 役[8]
- 『箱根風雲録』（1952年、山本薩夫 監督）： 快長僧正 役[8]
- 『美女と怪龍』（1955年、吉村公三郎 監督）： 早雲王子 役[9][8]
- 『男はつらいよ 私の寅さん』（1973年、山田洋次 監督）： りつ子の恩師 役[8]
- 『分校日記　イーハトーブの赤い屋根』（1978年、熊谷勲 監督）： 校長 役[10]
- 『スター・ウォーズ』（1978年、ジョージ・ルーカス 監督）： オビ＝ワン・ケノービ 役
- 『スター・ウォーズ 帝国の逆襲』（1980年、アーヴィン・カーシュナー 監督）： オビ＝ワン・ケノービ 役
- 『父よ母よ!』（1980年、木下惠介 監督）： 児童心理学者 役[8]
- 『アッシイたちの街』（1981年、山本薩夫 監督）： 坂田 役[10]
- 『さくら隊散る』（1988年、新藤兼人 監督）[11][8]

## テレビドラマ
- 『遠山の金さん捕物帳 第80話「夢を見た男」』（1972年、NET、河野寿一 演出）： 摂津屋嘉兵衛 役
- 横溝正史シリーズ『獄門島』（1977年、毎日放送、斎藤光正 演出）： 荒木村長 役[8]
- 坂部ぎんさんを探して下さい（1978年10月5日、読売テレビ） - 小泉三次 役

## 著書
- 『河原なでしこ 自伝・女形の世界』理論社 1955
- 『女形芸談』未来社 1972
- 『演劇とは何か 私の歩んだ芸の道』ポプラ社「ポプラ・ブックス」 1974
- 『女形百役』菅野梅三郎編 矢来書店 1975
- 『女形の道ひとすじ』読売新聞社 1979
- 『定本 女形』東京新聞出版局 1987
- 『女形半生記』新日本出版社 1991

### 関連文献
- 松山重子『おとうちゃんは女形国太郎』新潮社 1987